# 太田市立東中学校
太田市立東中学校（おおたしりつ ひがしちゅうがっこう）は、群馬県太田市にある公立中学校。

## 周辺
北側に消防署があり、南にはバーバンク通り、すぐ横には学校法人群馬常磐学園常磐高等学校がある。

## 学区
- 飯塚町の一部(市道飯塚西新町線以北)[1]
- 飯田町
- 新井町
- 南新井町
- 内ケ島町
- 内ケ島町目塚
- 新島町
- 小舞木町

## 学校周辺
- 常磐高等学校 飯塚町キャンパス
- 太田市立旭小学校
- 太田市立旭中学校
- 国道407号